# Pfalz Dr.I
Die Pfalz Dr.I war ein von den Pfalz-Flugzeugwerken hergestellter Jagddreidecker der deutschen Fliegertruppe aus dem Ersten Weltkrieg.

## Entwicklung
Das Ingenieursteam der Firma Pfalz unter Oberingenieur Geringer konstruierte parallel zum Ingenieursteam der Firma Fokker die Pfalz Dr.I im Oktober 1917 nach dem Vorbild der englischen Sopwith Triplane auf Basis des Doppeldecker-Modells Pfalz D.VII. Am 12. Dezember 1917 wurde die Maschine von Manfred von Richthofen und Adolf Ritter von Tutschek auf Einladung der Pfalz-Flugzeugwerke in Speyer probegeflogen und danach im Januar/Februar 1918 dem Vergleichsfliegen in Berlin-Adlershof unterzogen, bei dem 31 neue Flugzeuge durch erfahrene Frontflieger getestet wurden.
Im Dezember 1917 erschien auch ein alternativer Dreidecker mit dem schwächeren, aber bewährten Oberursel UR.I-Motor. Diese Variante kam jedoch nicht mehr zur Frontreife, da das Konzept des Jagddreideckers inzwischen als ausgereizt angesehen wurde.

## Einsatz
Trotz ausgezeichneter Leistungen hatte die Pfalz Dr.I im Gegensatz zur Fokker Dr.I keinen Erfolg, vor allem wegen des unzuverlässigen Motors Siemens & Halske Sh.III. Es gingen jedoch möglicherweise einige der ca. 10 gebauten Dreidecker April 1918 bei bayerischen Staffeln in den Fronteinsatz.
Leistungsvergleich mit anderen Flugzeugtypen März 1918
| Name               | Land                   | Motorleistung | Höchstgeschwindigkeit | Startmasse | Bewaffnung                | Gipfelhöhe |
| ------------------ | ---------------------- | ------------- | --------------------- | ---------- | ------------------------- | ---------- |
| Pfalz Dr.I         | Deutsches Reich        | 160 PS        | 201 km/h              | 705 kg     | 2                         | 8.000 m    |
| Fokker Dr.I        | Deutsches Reich        | 130 PS        | 160 km/h              | 585 kg     | 2                         | 6.500 m    |
| Albatros D.Va      | Deutsches Reich        | 185 PS        | 187 km/h              | 937 kg     | 2                         | 6.250 m    |
| Pfalz D.IIIa       | Deutsches Reich        | 180 PS        | 181 km/h              | 834 kg     | 2                         | 8.000 m    |
| Morane-Saulnier AI | Frankreich             | 160 PS        | 208 km/h              | 674 kg     | 2                         | 7.000 m    |
| SPAD S.XIII        | Frankreich             | 220 PS        | 222 km/h              | 820 kg     | 2                         | 6.650 m    |
| Nieuport 28        | Frankreich             | 160 PS        | 195 km/h              | 740 kg     | 2                         | 5.200 m    |
| Sopwith Camel      | Vereinigtes Königreich | 130 PS        | 185 km/h              | 659 kg     | 2 und vier 11,3-kg-Bomben | 5.791 m    |
| S.E.5a             | Vereinigtes Königreich | 200 PS        | 222 km/h              | 880 kg     | 2                         | 5.185 m    |

## Technische Daten
| Kenngröße                 | Pfalz Dr. I                            | Pfalz Dr. II                   |
| ------------------------- | -------------------------------------- | ------------------------------ |
| Besatzung                 | 1                                      | 1                              |
| Länge                     | 5,49 m                                 | 6,00 m                         |
| Spannweite                | 8,53 m                                 | 7,20 m                         |
| Höhe                      | 2,70 m                                 | 2,90 m                         |
| Flügelfläche              | 17,20 m²                               |                                |
| Leermasse                 | 510 kg                                 | 400 kg                         |
| Startmasse                | 705 kg                                 | 596 kg                         |
| Luftgekühlter Umlaufmotor | Siemens-Halske Sh.III; 160 PS (118 kW) | Oberursel Ur.I; 110 PS (81 kW) |
| Höchstgeschwindigkeit     | 201 km/h                               |                                |
| Steigzeit auf 1000 m      | 1:42 min                               | 3 min                          |
| Steigzeit auf 2000 m      | 3:42 min                               | 6:30 min                       |
| Steigzeit auf 3000 m      | 6:12 min                               | 10:12 min                      |
| Steigzeit auf 4000 m      |                                        | 19:24 min                      |
| Steigzeit auf 5000 m      | 13:18 min                              | 28:54 min                      |
| Dienstgipfelhöhe          | 8000 m                                 |                                |
| Reichweite                | 280 km                                 |                                |
| Flugdauer                 | 1:30 h                                 |                                |
| Bewaffnung                | 2 MG                                   | 2 MG                           |